# Michael Dickson (Bauingenieur)

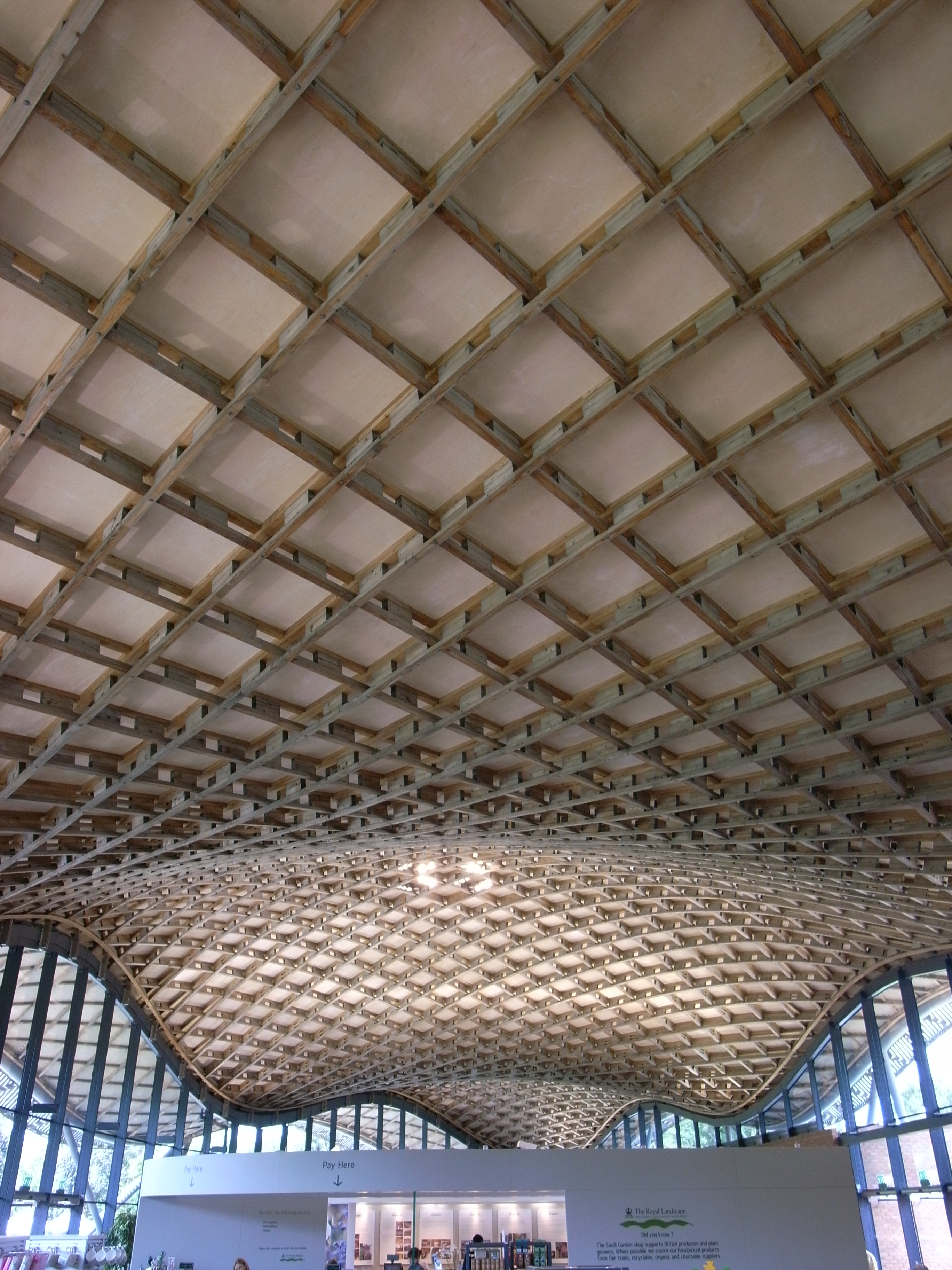
Gitterschalen-Dach aus Holz Saville Building, Windsor Great Park

Michael Dickson (* 22. September 1944; † 28. Mai 2018) war ein britischer Bauingenieur.

## Werdegang
Dickson studierte Ingenieurwesen an der Universität Cambridge und Bauingenieurwesen und Stadtplanung an der Cornell University mit dem Master-Abschluss. Ab 1968 war er bei Arup. 1976 verließ er mit Edmund Happold Arup und wurde Gründungspartner von Buro Happold. Nach dem Tod von Happold 1996 übernahm er die Leitung des Ingenieurbüros, die er neun Jahre bis 2005 behielt.
Er war CBE.

## Bauten
Er war stark von den Ideen von Frei Otto beeinflusst.
- Voliere für Großvögel im Tierpark Hellabrunn (1976 bis 1980, Architekt: Jörg Gribl, Statik mit Edmund Happold, Beratung: Frei Otto)[1]
- Kabelnetzdach der Sporthalle der King Abdul Aziz University (Rolf Gutbrod, Frei Otto)
- Arbeitsgebäude für den Möbelmacher John Makepeace, Hooke Park (Dorset, Architekten Ahrends Burton & Koralek und Frei Otto)
- Dach des Bahnhofs Stuttgart 21 (Ingenhoven Architekten, Frei Otto)
- Dach des japanischen Pavillons der Expo 2000, Hannover (Architekten Frei Otto, Shigeru Ban)[2]
- Al Faisaliyah Center, Riad (Norman Foster)
- Queen`s Building im Emmanuel College Cambridge (Hopkins Architects)
- erste Gebäude in Großbritannien mit Gitterschalen-Dach aus Holz
- Downland Gridshell Building im Weald
- Downland Museum, Sussex (Architekten Cullinan Studio)
- Savill Building Visitor Centre, Windsor Great Park (Architekt Glenn Howells) Gitterschalen-Dach aus Holz in Form einer Muschelschale.